# Campeonato de España de Selecciones Autonómicas
Campeonato de España de Selecciones Autonómicas, kurz: CESA, ist ein spanischer Sportwettbewerb für Auswahlmannschaften der autonomen Gemeinschaften Spaniens (Comunidades Autónomas) für Kinder im Schulalter.

## Sportarten
Der Wettbewerb wird in verschiedenen Sportarten ausgetragen. Dazu gehören Basketball, Fußball, Handball, Crosslauf, Rollstuhlbasketball, Schwimmen, Taekwondo, Feldhockey, Ringen, Wasserball, Tischtennis, Judo, Mmderner Fünfkampf, Kunstturnen, Gewichtheben, Eishockey, Baseball, Softball, Reiten, Rugby, Badminton, Orientierungslauf, 3x3-Basketball, Bogenschießen, Beachhandball, Kickboxen, Muay Thai, Volleyball, Boxen, Straßenradfahren, Mountainbiken, Klettern, Surfen, Triathlon, Beachvolleyball, Kanuslalom, Leichtathletik, Kanusprint, Golf und Rudern.

## Veranstalter
Veranstalter ist der Consejo Superior de Deportes (CSD), beteiligt sind die spanischen Sportverbände mit ihren Regionalverbänden.

## Teilnehmer
Die Teilnehmer kommen aus den 17 autonomen Gemeinschaften Spaniens: Andalusien, Katalonien, Madrid, Valencia, Galicien, Kastilien-León, Baskenland, Kanarische Inseln, Kastilien-La Mancha, Murcia, Aragonien, Asturien, Extremadura, Balearische Inseln, Navarra, Kantabrien und La Rioja.

## Bedeutung
Nach Aussage des Veranstalters, des Consejo Superior de Deportes, sind die Campeonatos de España de Selecciones Autonómicas die bedeutendsten Breitensportwettkämpfe in Spanien. So nahmen an den im Januar 2025 ausgetragenen Wettbewerben im Basketball und im Handball etwa 3000 Kinder und Jugendliche teil.